# خطة طوارئ
خطة طوارئ هي خطة تم وضعها للحصول على نتيجة غير عن الخطة المعتادة (المتوقعة). وكثيرا ما تستخدم لإدارة المخاطر لخطر استثنائي، على الرغم من أنه من غير المحتمل، سيكون له عواقب كارثية. غالباً ما تقوم الحكومات أو الشركات بوضع خطط طوارئ. على سبيل المثال، لنفترض أن العديد من موظفي الشركة يسافرون معًا على متن طائرة تتعطل، مما أسفر عن مقتل جميع الأشخاص الذين كانوا على متنها.
يمكن أن تكون الشركة متوترة بشدة أو حتى دمرتها هذه الخسارة. وفقا لذلك، العديد من الشركات لديها إجراءات لمتابعة في حالة وقوع مثل هذه الكارثة. قد تتضمن الخطة أيضًا سياسات دائمة للتخفيف من التأثير المحتمل للكوارث، مثل مطالبة الموظفين بالسفر بشكل منفصل أو حد عدد الموظفين على طائرة واحدة.
خلال أوقات الأزمات، غالباً ما يتم تطوير خطط طوارئ لاستكشاف والتحضير لأي مشكلة.

## طارئ
طارئ هو حادث مفاجئ غير متوقع يتطلب إجراءات فورية لتخفيف آثاره وتبعاته الانعكاسية
الطوارئ هو أمر قد يحدث في المستقبل، عادة تسبب مشاكل ما يجعله طارئًا، هو أنه لا يمكن التنبؤ بهذا الحدث على وجه اليقين
مثال للحاجة الطارئة هو الحاجة غير المتوقعة للدواء في رحلة المشي لمسافات طويلة. يمكن أيضًا تعريف الطوارئ أنها حالة كونها طارئة. هذا يعني الاعتماد على الصدفة أو ظروف غير مؤكدة.
تشمل أنواع الطوارئ ما يلي:
•	رسوم طارئة، في الأمور التجارية
•	إدارة الطوارئ، في الطب
•	عرض الطوارئ، في العقارات
•	خطة طوارئ، في التخطيط
•	جدول حالات الطوارئ، في الإحصاءات
•	مطالبات طارئة، في التمويل
•	المسؤولية الطارئة، في القانون
•	التصويت المشروط، في السياسة
•	العمل الطارئ والقوة العاملة المشروطة، علاقة عمل
•	تكاليف الطوارئ في إدارة مخاطر العمل
•	الشروط التعاقدية، التي تتوقف عليها النتائج المتفق عليها

## في الولايات المتحدة الأمريكية
لتحسين استعداد الولايات المتحدة للأزمات المعقولة ومن المحتمل أن تكون ضارة بمصالح الأمة، المركز الأمريكي للعمل الوقائي، تعقد بصورة روتينية موائد مستديرة لتخطيط الطوارئ لمناقشة استراتيجيات الوقاية والتخفيف العملية.
كانتور فيتزجيرالد، شركة خدمات مالية وما يعرف على نطاق واسع باسم «البرجين التوأم» الواقعين في مدينة نيويورك، هو مثال بارز على التنفيذ الناجح لخطة طوارئ الأعمال الأمريكية. في غضون ساعتين، خسرت الشركة 658 من موظفيها البالغ مجموع عددهم 960, في هجمات 11 سبتمبر الإرهابية، فضلا عن الكثير من المساحات المكتبية والمرافق التجارية. على الرغم من هذه الخسائر الكبيرة، تمكنت الشركة من استئناف العمل في غضون أسبوع. لا تزال شركة ناجحة اليوم.
أيضا، في الولايات المتحدة، جميع العمليات المتعلقة بالسلع الخطرة، تتطلب خطط طوارئ.
وكالة حماية البيئة الأمريكية، حددت تنسيقات محددة لتخطيط الطوارئ المحلية وخطة الطوارئ الوطنية.
لدى الجيش الأمريكي حالياً خطط لتغطية السيناريوهات غير المتوقعة. مثل الأعمال العدائية ضد حلفاء الناتو، وغزو الأراضي من المكسيك أو كندا. تعد خطط الولايات المتحدة المشفرة بالألوان بمثابة مخطط لإستراتيجيات عسكرية أمريكية محتملة لمجموعة متنوعة من سيناريوهات الحرب الافتراضية، استخدمت خلال 1920s و 1930s ، حتى تم سحبها رسميا في عام 1939, لصالح إستراتيجية أخرى، وضعت لمواجهة خطر حرب المحيطين ضد أعداء متعددة.
ويتكهن على نطاق واسع أن الولايات المتحدة لديها خطط طوارئ لكل حادث محتمل قد يحدث.
وعلى 17 مارس 2018, كشف مسؤول كبير في وزارة الخارجية الأمريكية، أن الولايات المتحدة الامريكانية قد أعدت خطة طوارئ تحسبًا لفشل المحادثات حول الاتفاقية النووية مع أيران

## في أوروبا
رداً على الإعلان عن «خروج بريطانيا» محتملًا نيابةً عن المملكة المتحدة في أواخر عام 2018، كان هناك عدد من الدول الأوروبية في المفوضية الأوروبية قد وضعت، خطة عمل فعلية للطوارئ من أجل خروج «عدم وجود صفقة». بعض هذه الدول تشمل: بلجيكا وأيرلندا وفرنسا. تم القيام بذلك، لحماية مصالح الاتحاد الأوروبي في حالة «عدم وجود صفقة».

## في اليابان
بدأت لجنة حكومية في اليابان مناقشات خلال سبتمبر 2018، حول كيفية معالجة التداعيات في منطقة العاصمة طوكيو في حالة اندلع جبل فوجي، حيث من المحتمل أن يؤدي هبوط الرماد البركاني مما يدفع العاصمة إلى الفوضى. وسيقوم المجلس المركزي الياباني لإدارة الكوارث بتقييم السرعة والنطاق الذي سينخفض فيه الرماد البركاني وتأثيره على البنية التحتية للنقل وإمدادات الكهرباء والمياه، في حالة حدوث ثوران بركاني.
وقد وضعت بورصة طوكيو (TSE) وسوق أوساكا (OSE) خطط الطوارئ الخاصة بهم لتوضيح التدابير في حالة عطل في أنظمة مختصة في التداول أو معلومات السوق، فضلا عن البنى التحتية التي توفرها مصادر خارجية.

## خطط الطوارئ للحكومات
وقد طورت خطط الطوارئ الحكومية على نطاق واسع واستخدمت دراسات لحماية الحكومات ومواطنيها من أي نوع من الأزمات الاقتصادية أو النووية أو السياسية. في أوقات الأزمات، غالباً ما يتم تطوير خطط الطوارئ واستكشافها من أجل التحضير لأي احتمال قد يحدث. تم تطوير خطط طوارئ مختلفة خلال السنوات لحماية المواطنين وإطلاعهم على كيفية التصرف في حالة حدوث هجوم نووي.
```
ومن الأمثلة على هذه الخطط كتيبات مثل: البقاء على قيد الحياة تحت الهجوم الذري، والحماية والحماية من النجاة والوقوع التي صدرت عن الحكومتين البريطانية والأمريكية. تعتبر هذه الأنواع من خطط الطوارئ حاسمة لاستمرار واستقرار الحكومات حيث يتم تطوير مثل هذه الخطط لمواضيع أكثر أهمية مثل الهجمات الإرهابية والأنظمة التكنولوجية حيث يتم تطوير آثار هذه التغييرات من أجل تحديد النتيجة. تعد خطط الطوارئ للحكومات واحدة من أهم أنواع الخطط وأكثرها أهمية بسبب تأثيرها الضخم على المواطنين والبشرية.
```

## خطط طوارئ للمنظمات
واحدة من أكثر الأسئلة نموذجية في مجتمعات الأعمال المهنية هي: «ماذا لو؟» واستناداً إلى هذا التفكير المنطقي، فإن خطط الطوارئ مبنية ومصممة من أجل الحصول على أفضل النتائج الممكنة للشركة. قد يكون اتخاذ القرار أو التخطيط في المنظمات خطأً فادحًا يطارد رجال الأعمال أو النساء طوال مسيرتهم المهنية ويهدد استمرارية العمل الاحترافي للشركة.
تعد خطط الطوارئ جزءًا مهمًا من الاستراتيجية العامة لاستمرارية الأعمال والتنظيم وتساعد في وضع خطة قوية تضمن تأثيرًا إيجابيًا على الشركة. من بين الملايين من الاحتمالات التي يتم تقديمها في أي وقت، يمكن لخطة طوارئ مبنية بشكل جيد أن تعد الشركة للمجهول وعلى الأقل تجنب أي ضرر قد يحدث وتؤذي الشركة وعمالها، في حالة وقوع حدث غير متوقع. في بعض الأحيان، يمكن أن تكون الحالة الطارئة إيجابية - مثل التدفق المفاجئ للأموال - ولكن في أغلب الأحيان يشير المصطلح إلى حدث سلبي يؤثر على سمعة المؤسسة أو صحتها المالية أو قدرتها على البقاء في العمل. تتضمن الأمثلة على هذه الخطط للمنظمات حريق، تساقط الثلوج، الفيضانات، خرق البيانات، فشل الشبكة الرئيسي والمزيد. المثال الذي تم أخذه في هذه الحالة سيكون أحد تساقط الثلوج حيث تدرس تأثيرات الإجراء ويتم استيفاء التغييرات وفقًا لذلك.

## الحالات التي تتطلب خطة طوارئ
أكبر مخاوف الإنسان هي الأمن المالي وفقدان الخصوصية وسرقة الهوية والسلامة الشخصية وزيادة تواتر الطقس القاسي. سنأخذ على سبيل المثال مثال المواطنين الأمريكيين.
هذا كله وفقًا لمؤشر جديد لمخاطر المستهلك، وهو مسح سنوي من تأمين المسافرين على أنواع المخاطر التي يعتقد الأمريكيون أنها الأكثر شيوعًا في حياتهم اليومية.
بعد عدة سنوات من الصعوبات الاقتصادية، تتصدر الاهتمامات المالية قائمة القضايا التي تهم معظم الأمريكيين. ثمانية وستون في المئة من المجيبين يقولون انهم قلقون بشأن المخاطر المالية.
سيف ذو الحدين: التكنولوجية
عندما تصبح التكنولوجيا جزءًا أساسيًا من الحياة اليومية، فإنها تساهم أيضًا في شعور الأمريكيين بأن عالمهم أصبح الآن أكثر عرضة للخطر. تعد المخاطر المرتبطة بالتكنولوجيا ثاني أكبر قلق يتم تحديده في مؤشر مخاطر المستهلك، حيث يشعر 64 بالمائة من الأفراد بالقلق من فقدان الخصوصية الشخصية. عندما طلب منهم تحديد، اتخذت مخاوفهم أشكالا عديد:
في المائة قلقون بشأن اختراق حساباتهم المصرفية أو غيرها من الحسابات المالية؛ 64-
من القلق بشأن سرقة الهوية 62٪ -
في المائة يخشون فقدان المعلومات السرية عن طريق جهاز كمبيوتر مسروق 48 -
الطقس أصبح أكثر تواترا
الطقس القاسي هو مصدر قلق رئيسي آخر، وفقا لمؤشر مخاطر المستهلكين للمسافرين. يعتقد سبعون في المائة من جميع المستجيبين أن الأحداث المناخية الضارة أصبحت أكثر تكرارا في جميع أنحاء الولايات المتحدة اليوم مقارنة بالسنوات القليلة الماضية.
كيف يستعد الأمريكيون
يحدد مؤشر مخاطر المستهلكين للمسافرين الخطوات التي يتخذها الأشخاص للاستعداد لما هو غير متوقع. من بين الإجراءات الأكثر شيوعًا:
كاشفات الدخان - قال 83 في المائة أنهم قاموا بتركيب هذه الأجهزة في منازلهم
فحص السلامة السنوي لسيارتهم - يقول 84٪ منهم أنهم يقومون بهذا الفحص السنوي، والذي يتضمن فحص الإطارات، والسوائل، والأجزاء، وما إلى ذلك؛
السائقون المشوهون والمشاة - يقول 78 في المائة إنهم ينبهون باستمرار إلى السائقين والمشغّلين المشاغبين المحتملين من حولهم.
الطقس القاسي - 57٪ يقولون أنهم يخزنون كميات إضافية من الطعام / الماء / الكشافات في حالة الطقس القاسي، في حين قال 52٪ إنهم وضعوا خطة إخلاء

## في الخيال
في لعبة Halo ، سلسلة ألعاب الفيديو، وخاصة Halo: Reach ، و WINTER CONTINGENCY هي الخطة عندما يجد العهد المعادي منزلهم. وشملت الخطة إجلاء جماعي لجميع المدنيين ورد عسكري كبير. بدأت الخطة في 24 يوليو 2552 عندما قام فريق Spartan NOBLE بالتحقيق في تعتيم الاتصالات، فقط ليتم تقابلها مع قوات العهد.
ي فيلم "Justice League: Doom"، وهو فيلم رسوم متحركة، تبين أن باتمان لديه خطط طوارئ لكل عضو في ال" Justice League "، في حالة تحول أي منهم إلى الشر.
«خطة الطوارئ» هو فيلم قصير صدر في عام 2017، وكان من إخراج جون بيري، وبطولة بيتر هوي، وأندي فورست.

## كيفية تطوير خطة طوارئ
كما ذكرنا من قبل، فإن بناء خطط طوارئ أمر حاسم لاستمرارية أي منظمة لتجنب أي أزمة وأضرار ملحوظة. يتطلب إنشاء خطة طوارئ بعض الأبحاث والتخطيط. ومع ذلك، فإن العمل المستقبلي على كل خطة سيكون يستحق ذلك على المدى الطويل. يتبع إطار من ستة خطوات:
1.	تحديد الموارد حسب أولويتها (يمكن بناء مخطط سمكة مرجعية لتحديد الموارد والأسباب والتأثيرات)
2.	تحديد المخاطر الرئيسية (تحديد المخاطر المحتملة التي تحدث، استخدام تأثير أو احتمال المخاطر)
3. إنشاء خطط طوارئ على أساس الموارد المتاحة.
4. توزيع الخطط والتأكد من أن كل موظف وأصحاب مصلحة لديه حق الوصول إليهم.
5. الحفاظ على كل خطة وتحديثها كما يذهب المؤسسة من خلال التغييرات.
6. كن مستعدًا لأي شيء.

## أنواع خطط الطوارئ
هناك ثلاثة أنواع رئيسية من الخطط التي سيستخدمها المدير في سعيه لتحقيق أهداف الشركة، والتي تشمل العمليات والتكتيكية والاستراتيجية
1. التخطيط الإستراتيجي: تم تصميم الخطط الإستراتيجية مع وضع المنظمة بأكملها في الاعتبار والبدء بمهمة المنظمة. سيقوم كبار المديرين، مثل المديرين التنفيذيين أو الرؤساء، بتصميم وتنفيذ خطط إستراتيجية لرسم صورة للمستقبل المرغوب والأهداف طويلة المدى للمنظمة. تعمل الخطط الإستراتيجية المقدمة من قبل كبار المديرين كإطار للتخطيط على مستوى أدنى.
2. التخطيط التكتيكي: الخطط التكتيكية تدعم الخطط الإستراتيجية من خلال ترجمتها إلى خطط محددة ذات صلة بمجال متميز بالمنظمة. تهتم الخطط التكتيكية بمسؤولية ووظائف الإدارات ذات المستوى الأدنى للوفاء بأجزائها من الخطة الاستراتيجية
3.	التخطيط التشغيلي: هي الخطط التي يتم إجراؤها بواسطة مديري المواجهة أو ذوي المستوى الأدنى. وتركز جميع الخطط التشغيلية على الإجراءات والعمليات المحددة التي تحدث في أدنى مستويات المنظمة. يجب على المديرين تخطيط المهام الروتينية للقسم باستخدام مستوى عالٍ من التفاصيل

## توقيت الخطة
تعتمد فعالية وكفاءة أي خطط طوارئ أو كوارث على عدد من العوامل ومعظمها مترابطة مع ما يأمل تحقيقيه الشركاء بما يسهل عملية المواجهة الفعالة في أنسب فترة زمنية بما يمكن من استخدام كل الموارد والخبرات الممكنة والمتاحة بطريقة منسقة .
غالباً ما تقوم الحكومات أو الشركات بوضع خطط طوارئ عند الضرورة. يزعم بعض الناس أن خطة الطوارئ ضرورية دائمًا في أي حال، بما في ذلك أي نوع من المخاطر، خاصة عندما يتعلق الأمر بالمنظمات، وعمليات مكلفة.
إذا قررت شركة ما التخفيف من حدة المخاطر أو قبولها، فسوف تستفيد من وجود خطة طوارئ للتعامل مع الوضع في حال حدوثه. يجب عليهم بعد ذلك توصيل هذه الخطط إلى جميع الموظفين الضروريين في مكان العمل، وربما تحديد مواعيد التدريب، وتوفير التدريب أو شراء المعدات.
لا يمكن إنشاء خطط الطوارئ إلا للمخاطر المحددة، وليس المخاطر غير المحددة أو غير المعروفة. بما أنك إذا كنت لا تعرف ما هي مخاطرك، فمن المستحيل التخطيط له. وتجدر الإشارة إلى أن خطط الطوارئ لا توضع فقط لتوقع متى تسوء الأمور. كما يمكن إنشاؤها للاستفادة من الفرص الاستراتيجية.
على سبيل المثال، تعرفت على أنه سيتم إصدار برنامج كمبيوتر جديد للتدريب قريبًا. إذا حدث ذلك أثناء مشروعك، فقد ترغب في الحصول على خطة طوارئ لكيفية دمجها في مرحلة تدريب مشروعك.
كما يجب إنشاء خطة طوارئ بعد تحديد أولويات جميع المخاطر. يمكن القيام بذلك عن طريق تحديد المخاطر التي تشكل أكبر فرصة للتسبب في انقطاع لأعمالك. يوصي موقع التدريب MindTools بتخصيص ترتيب لكل من المخاطر المحتملة من حيث التأثير، واحتمال حدوثه.
بعد الانتهاء من جميع هذه الخطوات، وإذا كان هدفك هو تحديد ما ستفعله لاستئناف العمل في حالة حدوث أحد السيناريوهات المدمرة، فستحتاج إلى تحديد خطة خطوة بخطوة لكل خطر.

## خطة طوارئ ضد خطة التخفيف
خطة الطوارئ هي خطة مصممة تأخذ في الاعتبار عددًا من الأحداث أو الظروف المستقبلية المحتملة حيث تكون خطة التخفيف بمثابة خطوة للحد من التأثيرات الضارة.
فيما يلي بعض الاختلافات بين خطة التخفيف وخطة الطوارئ:
هناك العديد من قصص نجاح الحد من المخاطر حول العالم. واحدة من قصص النجاح حدث في الهند. ستوضح هذه القصة أهمية كل من خطة التخفيف وخطة الطوارئ. يتعلق الأمر بكيفية قيام حكومة ولاية أوديشا بإنقاذ العديد من الأرواح من الإعصار فايلين في أكتوبر 2013. كانت السرعة القصوى 260 كم / ساعة. كان عدد الضحايا صغيرًا مقارنة بالكوارث المماثلة السابقة في أواخر التسعينات. تم الإبلاغ عن 40 ضحية فقط في كارثة عام 2013 مقارنة بحياة 10,000 شخص في الكارثة السابقة. كيف يكون هذا ممكنا؟
كان من المتوقع وقوع خطر الإعصار. بدأت العملية بتحذيرات مبكرة من إدارة الأرصاد الجوية الهندية. تم نشر التحذير قبل 4 أيام من التاريخ المتوقع. أنشأت الحكومة بعض خطط التخفيف مثل التنبؤ الدقيق، ومراكز الاستجابة للكوارث، وإيقاف التشغيل، وفرق الاستجابة، إلخ.
توضح خطة التخفيف عملية التخطيط لتحديد وتنفيذ الإجراءات لتقليل أو القضاء على الخسائر التجارية، الخسائر في الأرواح، الممتلكات، الوظائف، إلخ بسبب أي نوع من المخاطر.
الطرق والمراكب وغيرها تضررت بشدة، ودمرت المحاصيل التي تبلغ قيمتها الملايين. عند تنفيذ خطوات خطة الطوارئ. خطط الطوارئ التي وضعتها الحكومة هي خطط إعادة التأهيل وبرامج المساعدات الطارئة وما إلى ذلك.
من المهم أن نفهم أن التخطيط للطوارئ لا يتعلق فقط بالكوارث الكبرى ؛ يتعلق الأمر بالتحضير لأحداث مثل فقدان البيانات والموارد والعملاء ونزاعات أخرى غير معروفة. عندما تكون الاستجابة (PLAN A) للموقف سيئة، فقد يتسبب ذلك في حدوث تأثير كبير على مستقبل العمل أو البيئة. ثم هنا يأتي PLAN B
| خطة طوارئ | خطة التخفيف                                                                           |
| --- | ------------------------------------------------------------------------------------- |
| إنه إجراء لعلاج الخطر بعد حدوثه                                                                                | هذا هو الإجراء لمنع المخاطر قبل حدوثها                                                |
| إنها خطة الاحتياطي لمخاطر التعرض العالية                                                                       | هو دفاع المستوى الأول لمخاطر التعرض عالية                                             |
| يمكن اعتبار خطة الطوارئ بمثابة الخطة ب                                                                         | يمكن اعتبار خطة التخفيف بمثابة الخطة أ                                                |
| سيتم التخطيط مسبقا للإجراءات ولكن بعض علامات التحذير ستكون تحت المراقبة وستتخذ إجراءات عند ظهور علامات التحذير | سيتم التخطيط للإجراءات المتعلقة بالمخاطر المحددة مقدمًا بغض النظر عن حدوث وشدة المخاطر |
| لا يتغير الاحتمال أو التأثير ولكنه يساعد في التحكم في التأثير                                                  | يساعد على تقليل احتمال تأثير المخاطر المحددة                                          |
| مثال: التقدم بطلب للحصول على التأمين ضد الحوادث هو خطة الطوارئ                                                 | مثال: لارتداء خوذة / حزام الأمان هو خطة التخفيف                                       |